# Kris Kristofferson

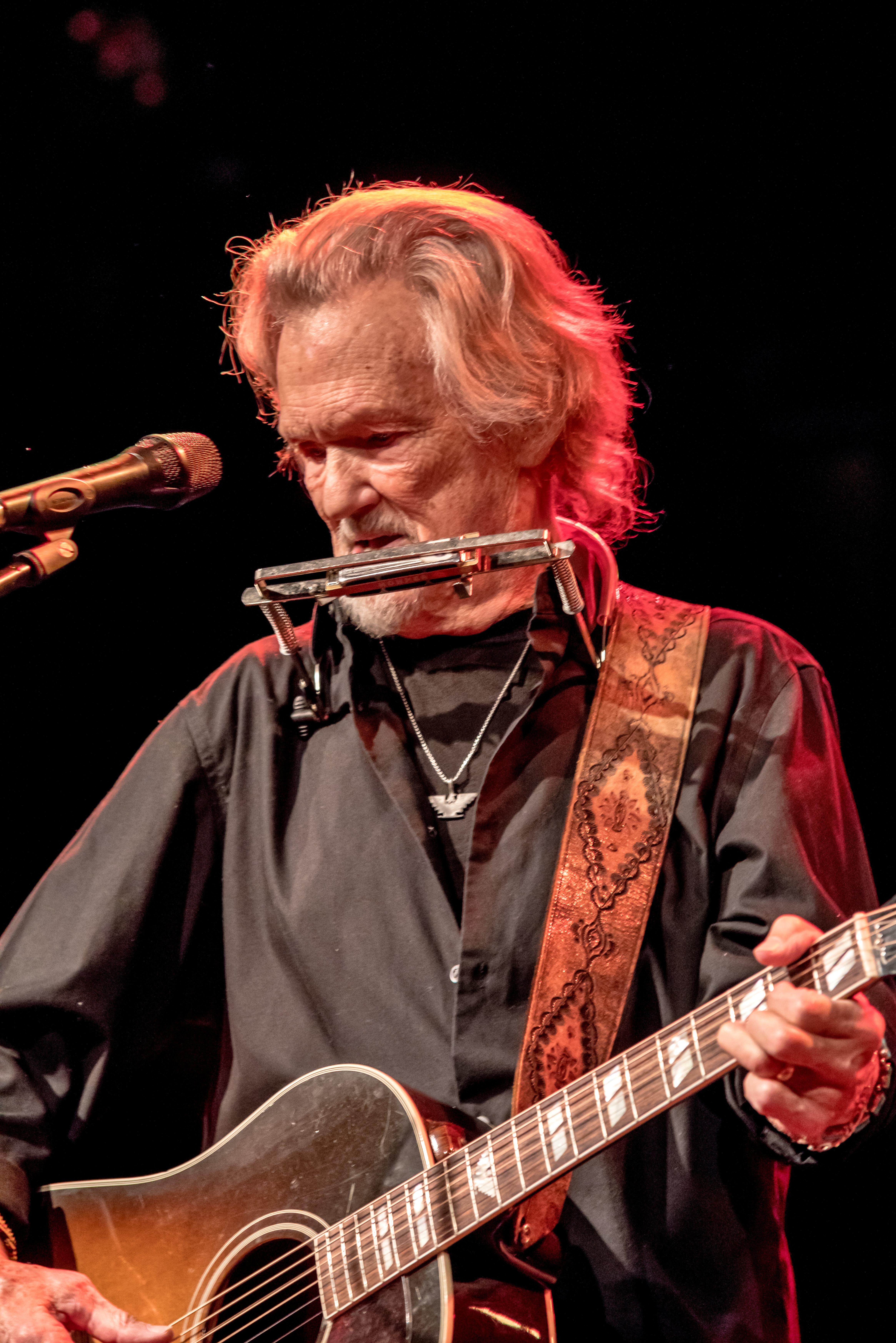
Kris Kristofferson, Zelt-Musik-Festival 2017 Friburg, Alemanya

Kristopher Kristian Kristofferson, més conegut com a Kris Kristofferson (Brownsville, Texas, 22 de juliol de 1936 - Maui, Hawaii, 28 de setembre de 2024) fou un cantant, compositor de música country i actor estatunidenc. Es feu famós amb diverses cançons com ara Me and Bobby McGee, Sunday Mornin' Comin' Down, i Help Me Make It Through the Night. Kristofferson va treballar amb nombroses figures de l'escena de Nashville, com ara Shel Silverstein o Fred Foster.

## Biografia

### Joventut (1936–1964)
Kristopher Kristofferson va néixer el 22 de juny de 1936 a Brownsville (Texas), fill de Mary Ann i de Lars Henry Kristofferson, un oficial del Cos Aeri de l'Exèrcit dels Estats Units d'Amèrica i posterior General de la Força aèria dels Estats Units. Els seus avis paterns havien emigrat des de Suècia, mentre que la seva família materna era d'ascendència neerlandesa. Durant la seva infància, el seu pare el va animar a emprendre la carrera militar.
Kristofferson va canviar freqüentment de localitat durant la seva infància, fins a fixar la seva residència a San Mateo (Califòrnia), on es va graduar a l'escola secundària. El 1954 es va matricular en el Pomona College, on va tenir els seus primers moments de fama en aparèixer en la revista Sports Illustrated pels seus assoliments en esports com el rugbi i el futbol americà. Kris es va convertir en membre de la fraternitat Kappa Delta a la Universitat i va obtenir un summa cum laude en graduar-se en Literatura el 1958. En una entrevista concedida el 2004, Kristofferon va esmentar al professor de filosofia Frederick Sontag com una influència important en la seva vida.
Kristofferson va guanyar una beca per estudiar a la Universitat d'Oxford, on va començar a compondre cançons i va ser premiat amb el guardó blau per la pràctica de la boxa. Amb el sobrenom de Kris Carson i amb l'ajuda del seu representant, Larry Parnes, va gravar per al segell discogràfic Top Rank Records, encara que amb escàs reconeixement.
El 1960 es va graduar en Literatura anglesa i va contreure matrimoni amb la seva promesa, Fran Beer. Per pressió familiar es va allistar en l'Exèrcit nord-americà i va aconseguir el rang de capità, obtenint a més el títol de pilot d'helicòpters després de rebre entrenament a Fort Rucker (Alabama). Al començament del decenni de 1960 va estar destinat a Alemanya Occidental com a membre de la 8ª Divisió d'Infanteria. Durant aquesta època va recobrar la seva afició per la música i va formar una banda. El 1965, en acabar el seu període de servei actiu, se li va oferir un lloc de professor de Literatura anglesa en l'Acadèmia Militar dels Estats Units, que Kristofferson va rebutjar, abandonant l'Exèrcit i dedicant-se completament a escriure cançons, la qual cosa va provocar el rebuig de la seva família, amb la qual mai tornaria a tractar. Amb tot, el 2003 va rebre el Premi al Veterà de l'Any. Kris va dir sentir-se molt influït pel poeta William Blake durant la seva estada a Oxford, del que li va quedar gravada la idea que si algú tenia un talent creatiu donat per Déu, hauria d'aprofitar-ho si no volia caure en la tristesa i la desesperació. Kristofferson va manar diverses composicions a Marijohn Wilkin, un compositor d'èxit en Nashville (Tennessee), però en arribar a la ciutat per veure Sam Phillips, creador de Sun Records, les seves sabates estaven, segons el propi Phillips, «caient dels seus peus».

### Inici de la seva carrera (1965–1972)
Després d'abandonar l'Exèrcit el 1965, Kristofferson es va traslladar amb la seva família a Nashville, on va exercir diversos oficis al mateix temps que lluitava per fer-se un buit en l'escena musical, degut en part a les despeses mèdiques derivades d'una malaltia del seu fill. Poc temps després va obtenir un treball d'escombrariaire en els estudis de Columbia Records de Nashville, on va conèixer a Johnny Cash. Cash va acceptar en un començament diverses de les cançons compostes per Kristofferson, però no va arribar a fer-les servir en l'estudi. Durant el seu treball en els estudis d'enregistrament de Columbia va coincidir amb Bob Dylan, que estava gravant l'àlbum Blonde on Blonde, i encara que va tenir l'oportunitat de veure diverses de les seves sessions d'enregistrament, Kristofferson mai es va acostar a ell per por de ser rebutjat.
El 1966, Dave Dudley va publicar el senzill «Viet Nam Blues», una cançó composta per Kristofferson que va tenir repercussió local. Un any després, Kristofferson va signar un contracte discogràfic amb Epic Records i va publicar un senzill, «Golden Idol», amb «Killing Time» com a cara B, que no va tenir un èxit important. En els següents mesos, altres artistes van gravar i van publicar material compost per Kristofferson, com Roy Drusky amb «Jody and the Kid», Billy Walker amb «From the Bottle to the Bottom», Ray Stevens amb «Sunday Mornin' Comin' Down», Jerry Lee Lewis amb «Once More with Feeling», i Roger Miller amb «Me and Bobby McGee», que van entrar en les llistes d'èxits. Arran del seu èxit com a compositor, va aconseguir un més gran reconeixement com a intèrpret després de la seva participació en el Newport Folk Festival, en el qual Cash el va presentar al públic.
Després del seu pas per Epic, Kristofferson va signar un nou contracte discogràfic amb Monument Records, un segell regentat per Fred Foster, que també va ser gerent de Combine Music, l'editorial de Kristofferson. El 1970 va debutar amb Monument amb l'àlbum Kristofferson, que va incloure cançons prèviament gravades per altres artistes i que posteriorment va ser reeditat amb el títol Me and Bobby McGee. Després del seu debut discogràfic, les seves cançons van ser versionades per altres artistes com Elvis Presley, Ray Price, Waylon Jennings, Bobby Bare i el propi Johnny Cash, que van gravar respectivament «For the Good Times», «The Taker», «Come Sundown» i «Sunday Mornin' Comin' Down». La versió de «For the Good Times» realitzada per Price va guanyar el Premi a la cançó de l'any, atorgat per l'Acadèmia de la Música Country, el 1970, mentre que la versió de «Sunday Mornin' Comin' Down» realitzada per Cash va rebre el mateix premi de l'Acadèmia rival, l'Associació de Música Country, el mateix any.
El 1971, la cantant Janis Joplin, va obtenir un número u amb una versió de «Me and Bobby McGee» publicada en el seu àlbum pòstum, Pearl. L'èxit de Joplin va ser seguit d'altres versions de composicions de Kristofferson com «I'd Rather Be Sorry», de Price i Patti Page, «Help Me Make It Through the Night», de Joe Simon i O.C. Smith, i «Please Don't Tell Me How the Story Ends», de Bare. El 1971 va publicar el seu segon àlbum d'estudi, The Silver Tongued Devil and I, que va obtenir un notable èxit i va consolidar la carrera musical de Kristofferson. Poc després, va fer el seu debut com a actor en el llargmetratge The Last Movie i va aparèixer en el Festival de l'Illa de Wight. El mateix any va publicar el seu tercer àlbum, Border Lord, que va obtenir unes vendes inferiors. A més, va obtenir diverses nominacions als premi Grammy i es va alçar amb el Grammy a la millor cançó country pel tema «Help Me Make It Through the Night». El seu quart àlbum d'estudi, Jesus Was a Capricorn, va obtenir vendes superiors després de ser promocionat amb el senzill «Why Me».

### Matrimoni amb Rita Coolidge (1973–1984)
El 1973, Kristofferson es va casar amb la cantant Rita Coolidge. Tots dos van publicar un àlbum d'estudi, Full Moon, que va obtenir un èxit comercial amb diversos senzills i diverses nominacions als premis Grammy. Tot i així, el seu cinquè àlbum, Spooky Lady's Sideshow, publicat en 1974, va suposar un fracàs comercial i va marcar el començament d'una tendència cap avall en la seva carrera musical durant la dècada del 1980. Artistes com Ronnie Milsap i John Duncan van continuar gravant material compost per Kristofferson amb més èxit que el propi músic, i fins i tot artistes com Willie Nelson van arribar a publicar Willie Nelson Sings Kris Kristofferson, un àlbum complet amb composicions de Kristofferson.
El 1979, Kristofferson va viatjar a l'Havana (Cuba) per participar en el festival Havana Jam, que va tenir lloc entre el 2 i 4 de març, juntament amb Rita Coolidge, Stephen Stills, Trio of Doom, Fania All-Stars, Billy Swan, Bonnie Bramlett, Mike Finnegan, Weather Report i Billy Joel. El 18 de novembre del mateix any, Kristofferson i Coolidge van aparèixer en The Muppet Show, una de les seves últimes aparicions com a parella. Un any després, Kristofferson i Coolidge es van divorciar.
El 1982, Kristofferson va participar amb Nelson, Dolly Parton i Brenda Lee en The Winning Hand, un àlbum compost per interpretacions remasteritzades i actualitzades de cançons que els quatre músics van gravar amb el segell Monument Records a meitat de la dècada del 1960. A més, va contreure novament matrimoni amb Lisa Meyers, i es va centrar la seva carrera cinematogràfica, amb aparicions en llargmetratges com The Lost Honor of Kathryn Beck, Flashpoint i Songwriter.

### The Highwaymen (1985–1999)
Kristofferson va mantenir el seu vincle musical amb Willie Nelson i va formar el supergrup The Highwaymen al costat de Waylon Jennings i Johnny Cash. El seu àlbum de debut, Highwayman, va obtenir un notable èxit comercial, i a partir del qual el grup va continuar treballant durant més d'una dècada. El primer senzill de l'àlbum, també titulat «Highwayman», va ser guardonat amb el premi al senzill de l'any per l'Acadèmia de la Música Country. El mateix any, Kristofferson va participar en el llargmetratge Trouble in Mind i va publicar Repossessed, un àlbum amb un missatge polititzat que va obtenir un notable èxit amb el senzill «They Killed Him», i va entrar a formar part del Saló de la Fama dels Compositors.

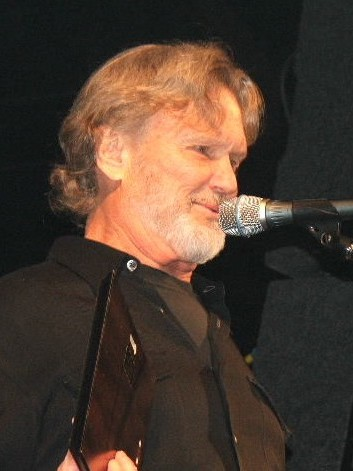
Kristofferson en el South by Southwest Festival el 2006.

Malgrat l'èxit de Highwayman 2, publicat el 1990, la carrera en solitari de Kristofferson va mantenir uns nivells comercials baixos al començament de la dècada del 1990, si bé el músic va seguir gravant. La seva participació en el llargmetratge Lone Star va revitalitzar la seva carrera com a actor, i va participar en altres pel·lícules com Blade, Blade II, Blade: Trinity, A Soldier's Daughter Never Criïs, Fire Down Below i el remake d' El planeta dels simis.
Després de gravar The Road Goes On Forever, un tercer i últim àlbum d'estudi amb The Highwaymen, va publicar en 1999 The Austin Sessions, un àlbum amb regravacions d'antigues composicions i que va comptar amb la col·laboració de músics com Mark Knopfler, Steve Earle i Jackson Browne.

### Treball recent (de 2000–present)
El 2003, Kristofferson va publicar Broken Freedom Song, un àlbum en directe gravat a San Francisco (Califòrnia). Un any després, va entrar a formar part del Museu i Saló de la Fama del Country com a reconeixement a la seva carrera musical i a la seva contribució a la música country.
El 2006, va rebre el Premi Johnny Award del Saló de la Fama dels Compositors i va publicar This Old Road, el seu primer treball d'estudi amb material nou en onze anys. Un any més tard, Kristofferson va guanyar el premi Johnny Cash Visionary Award, atorgat per la cadena Country Music Television. Rosanne Cash, filla de Johnny, va presentar el guardó durant una gala organitzada el 16 d'abril en Nashville, Tennessee. En una connexió telefònica durant la cerimònia, Kristofferson va dir sobre Cash, mort tres anys abans: «John va ser el meu heroi abans que el meu amic, i qualsevol cosa amb el seu nom és realment un honor per a mi». Un any després, Kristofferson va interpretar diversos dels seus èxits al programa de la CMT Studio 330 Sessions.
El 2009, va publicar Closer to the Bone, un nou àlbum d'estudi amb material nou, produït per Don Was i publicat per New West Records. Abans de la seva publicació, Kristofferson va comentar: «M'agrada la intimitat d'aquest nou àlbum. Té un estat d'ànim general de reflexió sobre on estem en aquest moment de les nostres vides». El mateix any, va ser premiat com a icona en la 57a gala dels premis de música country atorgats per BMI. El propi Kristofferson va comentar sobre aquest tema: «El millor de ser un compositor és que pots escoltar al teu fill interpretat per tanta gent amb talents creatius vocals que jo no tinc».
En 2010, Light in the Attic Records va publicar Please Don't Tell Me How the Story Ends: The Publishing Demos, una col·lecció amb demos gravats per Kristofferson entre 1968 i 1972 durant el seu treball com a conserge a Columbia Records. El 2013 va publicar Felling Mortal, el seu treball d'estudi més recent fins avui.
Des de 1973, Kristofferson va centrar el seu treball en la indústria del cinema.
Va figurar com a actor en pel·lícules com Blume in Love, dirigida per Paul Mazursky, i Pat Garret i Billy el Nen, de Sam Peckinpah. Sota la direcció de Peckinpah va tornar a actuar en llargmetratges com Vull el cap d'Alfredo García i Comboi, i va participar en altres films com Alícia ja no viu aquí, Vigilant Force i Ha nascut una estrella, per la qual va obtenir el Globus d'Or al millor actor..
En el cim de la seva carrera cinematogràfica, va rebutjar participar en les pel·lícules Sorcerer, Hanover Street i en Acorralat, el primer lliurament de la saga Rambo. Malgrat el seu èxit amb Barbra Streisand en la pel·lícula Ha nascut una estrella, la carrera musical de Kristofferson va declinar durant la segona meitat de la dècada del 1970, fins al punt que el seu novè àlbum d'estudi, Shake Hands with the Devil, no va entrar en la llista d'èxits de música country.
En el mateix sentit, els seus següents treballs cinematogràfics van obtenir un èxit minoritari: el llargmetratge Freedom Road no va arribar a estrenar-se als Estats Units, mentre que Heaven's Gate va suposar un fracàs per a la indústria.
En 1986, va participar en The Last Days of Frank and Jessee James amb Johnny Cash.
En 1989, va protagonitzar la pel·lícula Mil·lenni amb Cheryl Ladd i en 1996 va obtenir un paper secundari com Charlie Wade, un xèrif corrupte de Texas, en la pel·lícula de John Sayles Lone Star, nominada a l'Óscar al millor guió original.
També va interpretar el paper del mentor Abraham Whistler en les tres pel·lícules de la saga Blade: Blade (1998), Blade II (2002) i Blade: Trinity (2004). El 1999, va coprotagonitzar amb Mel Gibson la pel·lícula Payback, i dos anys després va participar en la nova versió del Planeta dels Simis, dirigida per Tim Burton.

### Vida personal
Kristofferson va estar casat tres vegades i va tenir vuit fills. En 1960, va contreure matrimoni amb la seva promesa Fran Beer, amb qui va tenir dos fills, Tracy i Kris. Després del seu divorci en 1969, Kristofferson va conèixer a Janis Joplin, amb qui va mantenir una relació sentimental abans de la mort de la cantant. En una entrevista concedida a la revista Rolling Stone, Joan Baez va comentar que va tenir un breu romanç amb Kristofferson entre 1970 i 1971. En 1973, va contreure matrimoni amb la cantant Rita Coolidge, amb qui va tenir una filla, Casey Kristofferson. La parella es va divorciar en 1980. En 1983, Kristofferson es va casar amb Lisa Meyers, amb qui va tenir cinc fills: Jesse Turner, Jody Ray, Johnny Robert, Kelly Marie i Blake Cameron.

## Discografia
- Kristofferson (1970) reeditat l'any següent amb el títol Me And Bobby McGee (1971)
- The Silver Tongued Devil And I (1971)
- Border Lord (1972)
- Jesus Was A Capricorn (1972)
- Full Moon (1973)
- Spooky Lady's Sideshow (1974)
- Who's to Bless and Who's to Blame (1975)
- Surreal Thing (1976)
- Easter Island (1978)
- Shake Hands With the Devil (1979)
- To the Bone (1981)
- Repossessed (1986)
- Third World Warrior (1990)
- The Austin Sessions (1999)
- This Old Road (2006)
- Closer to the Bone (2009)

## Filmografia
- The Last Movie (1971)
- Cisco Pike (1972)
- The Gospel Road: A Story of Jesus (1973)
- Pat Garret i Billy el Nen (Pat Garrett and Billy the Kid) (1973)
- Blume in Love (1973)
- Vull el cap d'Alfredo García (Bring Me the Head of Alfredo Garcia) (1974)
- Alícia ja no viu aquí (Alice Doesn't Live Here Anymore) (1974)
- El mariner que va caure en desgràcia del mar (The Sailor Who Fell from Grace with the Sea) (1976)
- Vigilante Force (1976)
- Ha nascut una estrella (A Star is Born) (1976)
- Semi-Tough (1977)
- Comboi (Convoy) (1978)
- La porta del cel (Heaven's Gate) (1980)
- Una dona de negocis (Rollover) (1981)
- Songwriter (1984)
- Flashpoint (1984)
- Trouble in Mind (1985)
- The Last Days of Frank and Jesse James (1986)
- Stagecoach (1986)
- Blood & Orchids (1986, telefilm)
- Amerika (1987, minisèrie)
- What I've Learned About US Foreign Policy: The war against the Third World. Secrets of the C.I.A., Documentary (1987)
- Big Top Pee-wee (1988)
- The Tracker (1988, telefilm)
- Mil·lenni (Millennium) (1989)
- Benvingut a casa (Welcome Home) (1989)
- Sandino (1990)
- Night of the Cyclone (1990)
- Another Pair of Aces: Three of a Kind (1991)
- Original Intent (1992)
- Miracle in the Wilderness (1992, telefilm)
- Paper Hearts (1993)
- No Place to Hide (1993)
- Knights (1993)
- Sodbusters (1994)
- Pharaoh's Army (1995)
- Lone Star, el rastre d'un crim (Lone Star) (1996)
- Blue Rodeo (1996, telefilm)
- Message to Love: The Isle of Wight Festival (1997, documental)
- En terra perillosa 2 (Fire Down Below) (1997)
- Dead Man's Gun (narrador)
- Girls' Night (1998)
- Blade (1998)
- Balla amb mi (Dance With Me) (1998)
- Two for Texas (1998)
- La filla d'un soldat no plora mai (A Soldier's Daughter Never Cries) (1998)
- The Land Before Time VI: The Secret of Saurus Rock (1998, veu)
- Payback (1999)
- Molokai: The Story of Father Damien (1999)
- Limbo (1999)
- The Joyriders (1999)
- Outlaw Justice (aka The Long Kill, 1999)
- Perfect Murder, Perfect Town (2000)
- Comanche (2000)
- The Ballad of Ramblin' Jack (2000, documental)
- Immaculate Funk (2000, documental)
- Planet of the Apes (2001)
- Chelsea Walls (2001)
- Wooly Boys (2001)
- John Ford Goes to War (2002, documental, narrador)
- D-Tox (2002)
- Blade II (2002)
- Easy Riders, Raging Bulls: How the Sex, Drugs and Rock 'N' Roll Generation Saved Hollywood (2003, documental)
- Where the Red Fern Grows (2003)
- Silver City (2004)
- Lives of the Saints (2004)
- Final Cut: The Making and Unmaking of 'Heaven's Gate' (2004, documental)
- Be Here to Love Me: A Film About Townes Van Zandt (2004, documental)
- Blade: Trinity (2004)
- Brats: Our Journey Home (2005, documental)
- Trudell (2005, documental)
- The Jacket (2005)
- The Life and Hard Times of Guy Terrifico (2005)
- Un penques de confiança (The Wendell Baker Story) (2005)
- Passion & Poetry: The Ballad of Sam Peckinpah (2005, documental)
- Dreamer: Inspired by a True Story (2005)
- GUN (2005, videojoc, veu)
- Desaparicions (2006)
- Fast food nation (2006)
- I'm Not There (2007, narrador)
- The Best of The Johnny Cash Show (2007)
- Snow Buddies (2008, veu)
- Lords of the Street (2008)
- Powder Blue (2009)
- Què els passa, als homes? (He's Just Not That Into You) (2009)
- For Sale by Owner (2009)
- The Last Rites of Ransom Pride (2009)
- Yohan: The Child Wanderer (2009)
- Handy Manny's Motorcycle Adventure (2009, veu)
- Bloodworth (2010)
- Fallout: New Vegas (2010, veu)
- La gran aventura del dofí Winter (Dolphin Tale) (2011)
- Joyful Noise (2012)
- Deadfall (2012)[17]
- The Motel Life (2012)[18]
- Angels Sing (2013)
- Midnight Stallion (2013)
- San Patricios (2014)
- Dolphin Tale 2 (2014)
- 7 Minutes (2014)[19]
- Texas Rising (2015, minisèrie)[20]
- Traded (2016)[21][22]
- The Red Maple Leaf (2016)
- Hickok (2017)
- The Star (2017, veu)
- Abilene (2017)[23][24]
- Blaze (2018)

## Guardons
| Any  | Premi                                                                         | Obra                                                | Resultat  | Ref.          |
| ---- | ----------------------------------------------------------------------------- | --------------------------------------------------- | --------- | ------------- |
| 1971 | Grammy a la cançó de l'any                                                    | "Me and Bobby McGee"                                | Nominat   | [ 25 ]        |
| 1971 | Grammy a la cançó de l'any                                                    | "Help Me Make It Through the Night"                 | Nominat   | [ 25 ]        |
| 1971 | Grammy a la millor cançó country                                              | "Help Me Make It Through the Night"                 | Guanyador | [ 26 ]        |
| 1971 | Grammy a la millor cançó country                                              | "Me and Bobby McGee"                                | Nominat   | [ 25 ]        |
| 1971 | Grammy a la millor cançó country                                              | "For the Good Times"                                | Nominat   | [ 25 ]        |
| 1973 | Grammy a la millor cançó country                                              | "Why Me"                                            | Nominat   | [ 27 ]        |
| 1973 | Grammy a la millor interpretació vocal country masculina                      | "Why Me"                                            | Nominat   | [ 27 ]        |
| 1973 | Grammy a la millor interpretació country feta per un duo o grup amb vocalista | "From The Bottle To The Bottom" (amb Rita Coolidge) | Guanyador | [ 26 ]        |
| 1974 | Grammy a la millor interpretació country feta per un duo o grup amb vocalista | "Loving Arms" (amb Rita Coolidge)                   | Nominat   | [ 27 ]        |
| 1974 | BAFTA a l'actor revelació                                                     | Pat Garret i Billy el Nen                           | Nominat   | [ 28 ] [ 29 ] |
| 1975 | Grammy a la millor interpretació country feta per un duo o grup amb vocalista | "Lover Please" (amb Rita Coolidge)                  | Guanyador | [ 26 ]        |
| 1977 | Globus d'Or al millor actor musical o còmic                                   | Ha nascut una estrella                              | Guanyador | [ 30 ] [ 26 ] |
| 1985 | Grammy a la millor interpretació country feta per un duo o grup amb vocalista | "Highwayman" (amb The Highwaymen)                   | Nominat   | [ 27 ]        |
| 1985 | Oscar a la millor banda sonora                                                | Songwriter                                          | Nominat   | [ 26 ]        |
| 1990 | Grammy a la millor col·laboració country amb vocalista                        | Highwayman 2                                        | Nominat   | [ 27 ]        |
| 2014 | Grammy a la carrera artística                                                 |                                                     | Guanyador | [ 31 ]        |
| 2017 | Grammy al millor àlbum d'americana                                            | The Cedar Creek Sessions                            | Nominat   | [ 27 ]        |